# Krzysztof Paweł Woźniak
Krzysztof Paweł Woźniak (ur. 1954) – polski historyk, doktor habilitowany, wykładowca Uniwersytetu Łódzkiego.

## Życiorys
W 1977 r. ukończył studia magisterskie na kierunku historia w Wydziale Filozoficzno-Historycznym UŁ. W latach 1975–1980 studiował etnografię (absolutorium). W 1990 r. został doktorem, broniąc dysertację Problemy łódzkiego okręgu przemysłowego w opinii historiografii niemieckiej (1990), (promotor prof. dr hab. Józef Śmiałowski), natomiast w dniu 27 listopada 2014 – został doktorem habilitowanym na podstawie pracy: Niemieckie osadnictwo wiejskie między Prosną a Pilicą i Wisłą od lat 70. XVIII wieku do 1866 roku. Proces i jego interpretacje (2013).
Autor ponad 200 publikacji – monografii, artykułów, recenzji itd.

## Zainteresowania badawcze
Główne obszary badawcze dr. hab. Krzysztofa Woźniaka to udział ludności niemieckiej w życiu społeczno-gospodarczym Królestwa Polskiego (wiek XIX i XX), procesy modernizacyjne w Królestwie Polskim, dzieje Kościoła Ewangelicko-Augsburskiego oraz wielokulturowa Łódź, a także Litzmannstadt Ghetto.

## Publikacje książkowe
- Materiały do dziejów przemysłu w Królestwie Polskim. Raporty prezesów Komisji Województwa kaliskiego z lat 1823–1830, Łódź 1998 z K. Badziakiem.
- Przeszłość – przyszłości. Z dziejów luteranizmu w Łodzi i regionie. Praca zbiorowa pod red. B. Milerskiego i K. Woźniaka, Łódź 1998 (współautor i współredaktor).
- O pisaniu pracy magisterskiej na studiach humanistycznych. Przewodnik praktyczny, Warszawa–Łódź 1998; wyd. 2 poprawione i uzupełnione: 1999.
- Pod jednym dachem. Niemcy i ich polscy i żydowscy sąsiedzi w Łodzi w XIX i XX wieku / Unter einem Dach. Deutsche und ihre polnischen und jűdischen Nachbarn in Lodz im 19. und 20. Jahrhundert, Łódź 2000 (współautor i współredaktor).
- Supraśl. Zarys dziejów, Supraśl 2000.
- H. A. Geyer, Z mojego życia. Wspomnienia z lat 1855-1914 / Aus meinem Leben. Erinnerungen aus den Jahren 1855-1914. Pod red. K. P. Woźniaka z komentarzem językoznawczym J. Riecke, Łódź 2002 (tłumaczenie, opracowanie i redakcja).
- Łódzcy luteranie. Społeczeństwo i jego organizacja, Łódź 2002 (z B. Kopczyńską-Jaworską).
- O. Singer, "Im Eilschritt durch den Gettotag...". Reportagen und Essays aus dem Getto Lodz, hrsg. von S. Feuchert, E. Leibfried, J. Riecke, J. Baranowski, K. Radziszewska, K. Woźniak, Berlin-Wien 2002 (współredaktor).
- Niemieckie osadnictwo wiejskie między Prosną a Pilicą i Wisłą od lat 70. XVIII wieku do 1866 roku: proces i jego interpretacje, Łódź 2013.
- Szlachetne zdrowie...: dzieje opieki zdrowotnej w Brzezinach, Łódź 2014.